# Teofrast
Teofrast (n. 372 î.Hr., Eresos - d. 287 î.Hr., Atena), a fost un filozof grec la Școala Peripatetică. El este considerat părintele botanicii. A învățat întâi la Platon iar apoi la Aristotel, care l-a considerat favoritul său și l-a numit succesorul său. El a fost conducătorul Școlii Peripatetice din anul 322 î.Chr. până la moartea sa în 287 î.Chr. În acest răstimp se spune că a avut peste 2000 de discipoli.

## Lucrări în botanică
- Cercetarea asupra plantelor;
- Cauzele plantelor.

Historia plantarum, 1549

La începutul primei lucrări, el a spus:
„Noi trebuie să luăm în considerare caracterele distincte și natura generală a plantelor la studierea lor din punctul de vedere al morfologiei lor, din punctul de vedere al comportamentului lor sub diferite condiții externe, din punctul de vedere al creșterii lor și din punctul de vedere al întregului curs al vieții lor.”
În lucrările sale, Teofrast a descris amănunțit peste 500 de specii de plante găsite în jurul Mării Mediterane și a Oceanului Atlantic. În domeniul botanicii, el a unit toate sistematizările inițiale despre plante într-o singură știință, pe care a numit-o Botanica. El a fost primul care a început să facă o clasificare (fără succes) a plantelor din punct de vedere al morfologiilor lor externe. În ziua de astăzi, nu putem vorbi de botanică fără să vorbim de părintele ei, Teofrast fiind cel care a început să facă primele cercetări serioase asupra plantelor.
1. ↑  RSKD / Theophrastus[*] Verificați valoarea |titlelink= (ajutor)